# Basileuterus auricapilla
Basileuterus auricapilla är en fågelart i familjen skogssångare inom ordningen tättingar. Den betraktas oftast som underart till guldkronad skogssångare (Basileuterus culicivorus), men urskiljs sedan 2016 som egen art av Birdlife International och IUCN. Den kategoriseras av IUCN som livskraftig.
Fågeln delas in i fem underarter med följande utbredning:
- B. a. olivascens – nordöstra Venezuela (Sucre, Monagas och Anzoátegui) samt Trinidad
- B. a. segrex – tepuier i södra Venezuela (Amazonas, Bolívar), västra Guyana och norra Brasilien (Roraima)
- B. a. auricapilla –  centrala och östra Brasilien
- B. a. viridescens – östra Bolivia (Santa Cruz)
- B. a. azarae – södra och sydöstra Brasilien, Paraguay, nordvästra och nordöstra Argentina samt Uruguay